# Louvigné
Louvigné é uma comuna francesa na região administrativa da Pays de la Loire, no departamento de Mayenne. Estende-se por uma área de 12,56 km². Em 2010 a comuna tinha 1 179 habitantes (densidade: 93,9 hab./km²).